# Vida e Sexo
Vida e Sexo é uma obra de Chico Xavier, atribuída a Emmanuel, publicada pela Federação Espírita Brasileira, com uma tiragem de 240 000 exemplares (dados de 2002). Em 2007, o livro já estava em sua 27ª edição. Análises acadêmicas sobre sexualidade e religião citam o livro "Vida e Sexo", com um olhar antropológico. 
O livro trata várias temáticas relacionadas à sexualidade. Assumindo a relevância e as possíveis dúvidas, o autor traz uma miscelânea dos diversos vieses presentes na questão. Com base na codificação da Doutrina Espírita, as definições presentes nesta obra abordam assuntos relacionados ao casamento, à homossexualidade, ao amor livre, ao aborto, à prostituição, ao adultério e à terapia. 